# Dragon Quest V: La sposa del destino
Dragon Quest V: La sposa del destino (ドラゴンクエストV 天空の花嫁?, Doragon Kuesuto Faibu Tenkū no Hanayome, let. "Dragon Quest V: La sposa dei cieli") è un videogioco JRPG.
Uscito per la prima volta su Super Nintendo nel 1992 per il mercato nipponico e americano, ha avuto due remake: uno per PlayStation 2 nel 2004, uscito solo in Giappone, e uno per Nintendo DS uscito nel 2008 e distribuito nel resto del mondo l'anno successivo. Il titolo in italiano venne introdotto solo in quest'ultima versione.
È da molti considerato uno dei migliori capitoli della serie. Fu il primo Dragon Quest ad uscire su Super Nintendo.
La possibilità di catturare e collezionare i mostri incontrati durante gli scontri casuali e di farli lottare nelle battaglie, aumentando quindi il loro livello, la loro potenza e cambiando il loro equipaggiamento rappresenta una caratteristica del gioco tratta dalla saga Megami Tensei, il cui sistema sarebbe stato ripreso, in seguito, da serie videoludiche come Pokémon, Digimon o Dokapon.
Dragon Quest V è inoltre riconosciuto come il primo videogioco della storia a trattare il tema della gravidanza, concept che apparirà anni dopo in altri giochi come Harvest Moon, The Sims 2 o Fable II.

## Modalità di gioco
Il gameplay è lo stesso di ogni episodio di Dragon Quest: il giocatore comanda un gruppo di personaggi, e avrà la possibilità di esplorare liberamente un vasto mondo di gioco, nel quale sono presenti numerose città da visitare, o vasti dungeon da esplorare. Durante l'esplorazione del mondo di gioco o dei dungeon, il giocatore incapperà in numerosi scontri casuali contro differenti nemici (vedi Nemici di Dragon Quest), che il gruppo dovrà affrontare attraverso un sistema di combattimento a turni tipico della serie. Affrontando i nemici, il gruppo otterrà punti esperienza, necessari per salire di livello e apprendere nuove abilità. Nel corso dell'avventura, al giocatore verrà data la possibilità di integrare nel gruppo i nemici affrontati, e di schierarli in campo durante i combattimenti, facendoli salire di livello e insegnandogli nuove abilità.

## Personaggi
Il personaggio principale del gioco, figlio di Pankraz, sovrano di un regno conosciuto con il nome di Gotha, è chiamato comunemente "Eroe"; il giocatore a inizio partita avrà la possibilità di deciderne il nome. Nel corso della sua avventura, il protagonista incontrerà vari personaggi importanti per il gioco, come Bianca, sua compagna di giochi da bambino. Crescendo e diventando adulto, avrà modo di conoscere le sue future potenziali mogli: Nera e Debora; si troverà a decidere quale delle due sposare, e la ragazza scelta diventerà la madre dei suoi due figli, un bimbo e una bimba il cui nome potrà essere scelto dal giocatore.

## Sviluppo

### Produzione
Come per gli altri giochi della serie, anche Dragon Quest V fu diretto dal game designer Yūji Horii, e il character design fu curato dal mangaka Akira Toriyama. Kōichi Sugiyama compose tutte le musiche del gioco.

## Accoglienza

### Pubblico
Come i precedenti titoli della serie, anche Dragon Quest V ottenne un grande successo in Giappone. L'originale versione per Super Nintendo vendette quasi tre milioni di copie, mentre il remake per PlayStation 2 vendette 1.65 milioni di unità. Nel 2006, i lettori della rivista giapponese di critica videoludica Famitsū, piazzarono Dragon Quest V alla posizione numero 11 nella lista dei 100 più grandi videogiochi della storia, e il remake per PS2 alla posizione numero 40.
Il remake per Nintendo DS di Dragon Quest V fu il settimo gioco più venduto del 2008 in Giappone, con 1 176 082 copie. Il gioco, nel 2009, raggiunse le 1.35 milioni di unità vendute nel mondo, con 1.22 milioni in Giappone,  70.000 in Europa, e 60.000 negli Stati Uniti.
Ad oggi, Dragon Quest V ha venduto 1.36 milioni di copie in Giappone, e 1.49 milioni nel resto del mondo. Tutte le tre versioni del gioco combinate assieme, hanno venduto 5.8 milioni di copie in Giappone, e 5.93 nel mondo.

### Critica
Il gioco, dal suo rilascio, è stato acclamato dalla critica. L'originale per Super Nintendo si impose subito come uno dei titoli di punta della console, con una media di 36 su 40 nella rivista Famitsū, basata su quattro valutazioni: 9/10, 10/10, 9/10 e 8/10; questo rese Dragon Quest V uno dei titoli con le più alte valutazioni del 1992, e in generale uno di soli undici giochi ad aver ricevuto un 36/40 da Famitsū, dall'anno della fondazione della testata fino al 1992. Il remake per PS2 ricevette una media di 34/40, mentre il remake per Nintendo DS di 36/40, con un 9/10 dato da ognuno dei quattro recensori.
Il remake per Nintendo DS venne definito uno dei migliori giochi di ruolo disponibili per la console, e fra quelli con la trama migliore; parlando di quest'ultima, fu molto apprezzata dalla critica che, definendola emotiva e apprezzandone la maturità dei contenuti, riconobbe Dragon Quest V come uno dei grandi classici della storia degli RPG. Molto apprezzata fu anche la grafica, che univa sprite bidimensionali ad ambienti tridimensionali, ruotabili a 360 gradi con l'utilizzo dei tasti dorsali del DS.

## Altri media

### Colonna sonora
Come per ogni altro capitolo della serie Dragon Quest, la colonna sonora del gioco fu composta da Kōichi Sugiyama. Una compilation contenente le musiche di Dragon Quest V, dal titolo Dragon Quest V ~Bride of the Heavens~ Symphonic Suite, è uscita nel 1992 e ripubblicata nel 2000. La prima versione conteneva due dischi: uno con la colonna sonora riarrangiata in versione sinfonica, e l'altro con la colonna sonora originale del gioco. Di seguito la lista tracce della versione sinfonica:
- 1. "Overture"   1:59
- 2. "Castle Trumpeter"   2:21
- 3. "Melody in an Ancient Town ~ Toward the Horizon ~ Casino ~ Lively Town ~ Melody in an Ancient Town"   7:50
- 4. "Magic Carpet ~ The Ocean"   7:39
- 5. "Melody of Love"   3:00
- 6. "Monsters in the Dungeon ~ Tower of Death ~ Dark World ~ Monsters in the Dungeon"   6:20
- 7. "Violent Enemies ~ Almighty Boss Devil Is Challenged"   5:44
- 8. "Noble Requiem ~ Saint"   5:53
- 9. "Satan"   4:52
- 10. "Heaven"   2:57
- 11. "Bridal Waltz"   3:39

### Manga
Dal 1997 al 2001 fu pubblicato un manga basato su Dragon Quest V, dal titolo Doragon Kuesuto Tenkū Monogatari, ad opera di Chino Yukimiya.

### Film
Nel 2019 è realizzato e pubblicato in Giappone Dragon Quest: Your Story, film d'animazione in CG basato sulla storia di Dragon Quest V. Nel 2020 viene distribuito anche in occidente da Netflix.

### Remake per PlayStation 2
Square Enix distribuì il remake di Dragon Quest V il 25 marzo 2004, e il primo giorno il gioco vendette 722 000 copie. Ad aprile 2004, il gioco aveva venduto 1.5 milioni di copie, rendendolo il remake di Dragon Quest più venduto di sempre, e facendolo entrare nella lista dei giochi più venduti per la console. Il remake venne sviluppato da Artepiazza, lo stesso sviluppatore di Dragon Quest VII.
Graficamente era simile al precedente titolo, con sprite bidimensionali uniti ad ambienti 3D, ma utilizzava le maggiormente potenti capacità grafiche della PlayStation 2. Il party di personaggi comandato dal giocatore, si trovava ad affrontare più creature rispetto all'originale, ma la capacità del gruppo venne aumentata da tre a quattro. In più, il limite di mostri collezionabili (40 nell'originale), venne tolto in questa riedizione. La colonna sonora del gioco venne eseguita dalla NHK Symphony.
Inoltre, nel remake venne aggiunta una nuova locazione: il museo. Nel museo era possibile collezionare una moltitudine di oggetti recuperati durante la propria avventura, sparsi per il mondo di gioco. Il remake di Dragon Quest V, fu il terzo Dragon Quest pubblicato dalla Square Enix, e un disco contenente l'anteprima di Dragon Quest VIII è uscito assieme alle riedizioni del gioco, come contenuto bonus.
Una traduzione ad opera di un gruppo di fan, eseguita da Kojiro Translation e del suo team indipendente, è uscita in due patch nel 2010 a nome DQ Translations.

### Remake per Nintendo DS
Il remake per Nintendo DS fu annunciato a fine 2007 da Square Enix, e sviluppato da Artepiazza. Il gioco utilizzava lo stesso motore grafico del remake per DS di Dragon Quest IV.
Il 23 aprile 2008, il gioco venne ufficializzato. Il 20 maggio 2008, Square Enix aprì il sito ufficiale americano sui tre remake di Dragon Quest per Nintendo DS, rilasciando anche le date ufficiali di pubblicazione. Il giorno seguente, fu ufficializzato il rilascio del titolo in Europa. Il gioco fu pubblicato il 17 luglio 2008 in Giappone, il 17 febbraio 2009 negli Stati Uniti, e il 20 febbraio 2009 in Europa.
Il remake includeva tutte le aggiunte della versione PlayStation 2. In più, aggiungeva una nuova ragazza da sposare per l'Eroe, la terza, chiamata Debora Briscoletti nella versione americana. Yuji Horii la descrisse come "il modo perfetto per tormentare il giocatore".